# Nikola Nosková
Nikola Nosková (* 1. Juli 1997 in Jablonec nad Nisou) ist eine tschechische Radsportlerin, die Straßenradsport- sowie Cyclocrossrennen bestreitet.

## Sportliche Laufbahn
Nikola Nosková begann ihre Radsportlaufbahn mit Querfeldeinrennen. 2014 sowie 2016 wurde sie Dritte der nationalen Meisterschaft in dieser Disziplin. Ebenfalls 2014 errang sie die Juniorinnen-Titel im Rennen sowie im Einzelzeitfahren auf der Straße; sie nahm an den Olympischen Jugendspielen in Nanjing teil und gewann mit der gemischten Staffel Gold.
2016 belegte Nosková bei den UCI-Cyclocross-Weltmeisterschaften Platz zwei in der Kategorie U23. 2017 erhielt sie ihren ersten Vertrag einem UCI Women’s  Team. Sie wurde tschechische Vize-Meisterin im Querfeldein, wurde zweifache nationale Meisterin der Elite im Straßenrennen und im Zeitfahren und errang mit dem Sieg beim Giro del Trentino Alto Adige ihren ersten internationalen Sieg. Bei den U23-Radquer-Europameisterschaften im selben Jahr gewann sie die Bronzemedaille.
2018 wurde Nikola Nosková bei den U23-Straßeneuropameisterschaften vor der Niederländerin Aafke Soet und der Italienerin Letizia Paternoster U23-Europameisterin im Straßenrennen und Vize-Europameisterin im Zeitfahren. 2019 gewann sie die Nachwuchswertung der Women’s Tour of Scotland. 2020 und 2021 wurde sie jeweils tschechische Meisterin im Einzelzeitfahren. Mit ihren Leistungen erreichte sie in der UCI-Weltrangliste eine Einzelplatzierung, mit der sie Tschechien einen Startplatz im Straßenrennen der Olympischen Sommerspiele 2020 in Tokio sicherte. Trotz ihres deutlichen Vorsprungs im Einzelzeitfahren der nationalen Meisterschaften 2021 wurde sie jedoch nicht für Olympia nominiert, weil sie im Straßenrennen nur auf den dritten Platz gekommen war.
2021 wurde Nosková Mitglied im Team SD Worx, hatte aber nur wenig Renneinsätze und konnte sich nicht etablieren. Nach nur einer Saison kehrte sie in ihre Heimat zurück und trat 2022 international nur bei den Europa- und Weltmeisterschaften in Erscheinung.
2023 begann Nosková einen Neustart ihrer internationalen Karriere zunächst im Zaaf Cycling Team und nach dessen Auflösung im Massi-Tactic Women Team. Bei der Vuelta a la Comunitat Valenciana Féminas erreichte sie als Dritte eine Podiumsplatzierung. Zur Saison 2024 wurde Nosková Mitglied im Cofidis Women Team, das 2025 als eines von sechs Teams als UCI Women’s ProTeam lizenziert wurde.

## Erfolge

### Straße
2014
- Tschechische Junioren-Meisterin – Straßenrennen, Einzelzeitfahren

2017
- Tschechische Meisterin – Straßenrennen, Einzelzeitfahren
- Giro del Trentino Alto Adige

2018
- U23-Europameisterin – Straßenrennen
- U23-Europameisterschaft – Einzelzeitfahren

2019
- Nachwuchswertung Women’s Tour of Scotland

2020
- Tschechische Meisterin – Einzelzeitfahren

2021
- Tschechische Meisterin – Einzelzeitfahren

2024
- Bergwertung Tour Féminin International des Pyrénées

### Querfeldein
2016
- Weltmeisterschaften (U23)

2017
- U23-Europameisterschaften